# UEFA Best Player in Europe 2013
De UEFA Best Player in Europe werd in 2013 voor de derde keer door de UEFA georganiseerd. De prijsuitreiking vond plaats op 29 augustus 2013 in Monaco tijdens de loting voor de groepsfase van de Champions League. Uit een shortlist van drie spelers werd door journalisten die zijn aangesloten bij het ESM de Fransman Franck Ribéry verkozen tot winnaar. Ribéry won in het seizoen 2012/13 met zijn club Bayern München het landskampioenschap, de DFB-Pokal en de Champions League. In het laatstgenoemde toernooi gaf Ribéry een assist op Arjen Robben, die daarmee het winnende doelpunt scoorde (2-1) in de finale tegen Borussia Dortmund.

## Klassement

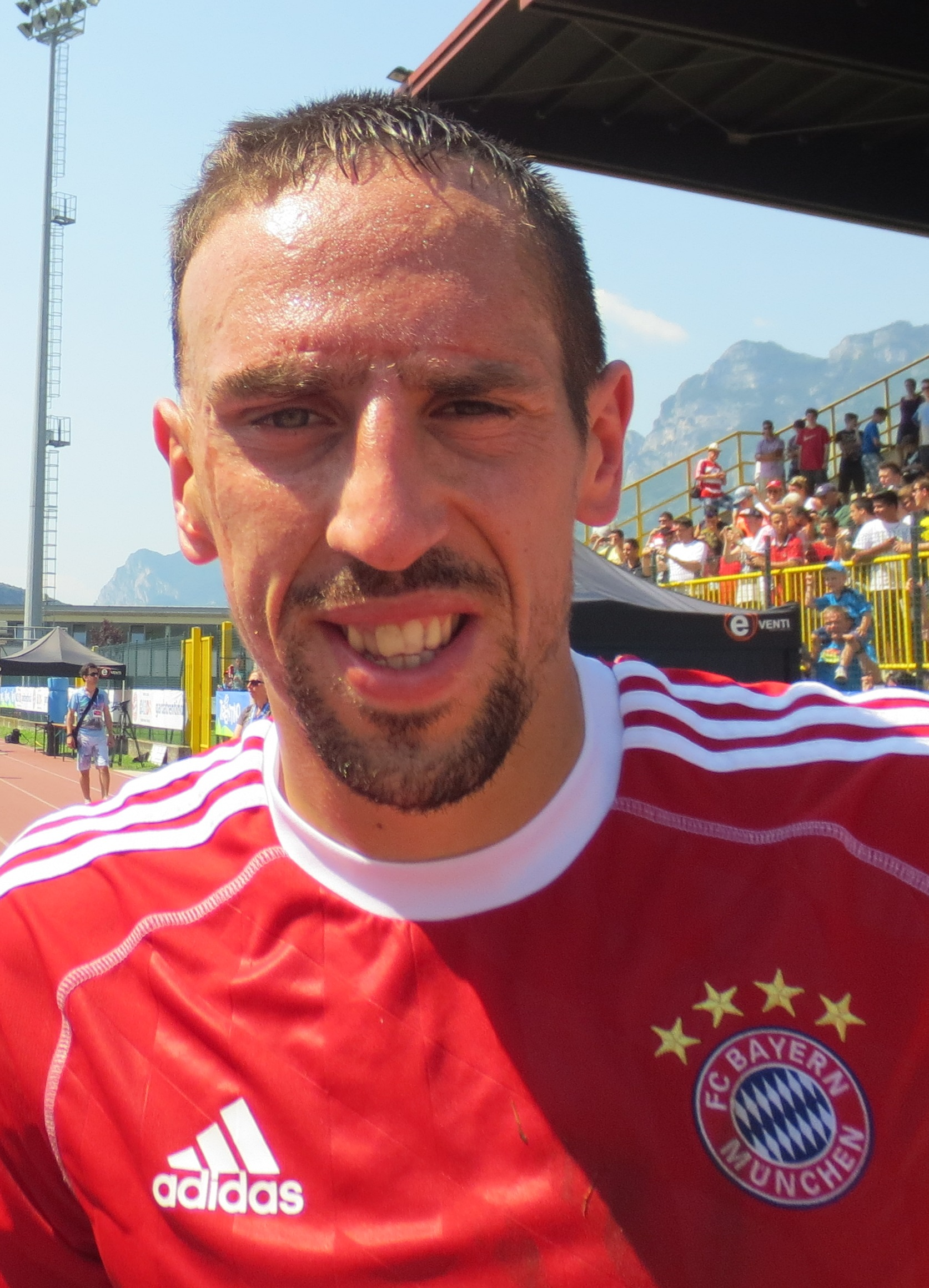
Franck Ribéry werd in 2013 verkozen tot de beste speler in Europa.

| # | Speler            | Club           | Stemmen |
| - | ----------------- | -------------- | ------- |
| 1 | Franck Ribéry     | Bayern München | 36      |
| 2 | Lionel Messi      | FC Barcelona   | 14      |
| 3 | Cristiano Ronaldo | Real Madrid    | 3       |

| #  | Speler                 | Club                | Stemmen |
| -- | ---------------------- | ------------------- | ------- |
| 4  | Arjen Robben           | Bayern München      | 57      |
| 5  | Robert Lewandowski     | Borussia Dortmund   | 39      |
| 6  | Thomas Müller          | Bayern München      | 38      |
| 7  | Bastian Schweinsteiger | Bayern München      | 32      |
| 8  | Gareth Bale            | Tottenham Hotspur   | 24      |
| 9  | Zlatan Ibrahimović     | Paris Saint-Germain | 14      |
| 10 | Robin van Persie       | Manchester United   | 10      |

2011 ·
2012 ·
2013 ·
2014